# Кофчаз
Кофчаз или Кофчас (срещат се и формите Ковчаз, Ковчас и Ковачево, на турски: Kofçaz) е малък град, околийски център на околия Кофчаз, вилает Лозенград (Къркларели), Турция. Според оценки на Статистическия институт на Турция през 2018 г. населението на града е 644 души.

## География
Градът се намира в историко–географската област Източна Тракия, в западното подножие на Странджа, на 26 километра северно от вилаетския център Лозенград (Къркларели) и на 31 североизточно от Люлебургас.

## История
През 19 век Кофчаз е българско село, център на нахия в Кърклисийска кааза на Одринския вилает на Османската империя. Според „Етнография на вилаетите Адрианопол, Монастир и Салоника“, издадена в Константинопол в 1878 година и отразяваща статистиката на населението от 1873 Кофча (Couftcha) има 220 домакинства и 1250 жители българи. Според статистиката на професор Любомир Милетич в 1912 година в града живеят 50 български семейства или 227 души.
В 1908 година следната дописка от Дерекьой е публикувана във вестник „Одрински глас“:
| „ | Нашето положение тук постоянно се влошава. Турските власти непрекъснато ни преследват и затварят. Защо мислите, само затова, че сме българи. От село Каракоч са затваряне 11 души, от Ковчаз затвориха Станко Мечката и освободиха го срещу 10 лири откуп. Ще ограбят и каракоченци, че това ще ги освободят. Турската власт от един месец насам започна една ловитба на всички по-заможни българи из Лозенградско. Разкарва ги до Одрин, ограбва ги и ги освобождава срещу големи откупи. | “ |

При избухването на Балканската война в 1912 година двама души от Ковчаз са доброволци в Македоно-одринското опълчение.
Българското население на Кофчаз се изселва след Междусъюзническата война в 1913 година.
Изселници от Кофчаз образуват редица села в свободната част на Странджа като Росеново и др.

## Личности
Родени в Ковчаз
- Енчо Димитров (1829 – 1897) – борец за българската църковна независимост, просветител и учител.
- Бойчо Дражев Костадинов (1879 – ?), македоно-одрински опълченец, родом от Ковчаз, жител на Батаджик, 1 отделна партизанска рота, носител на бронзов медал[7]
- Костадин Георгиев (1879 – ?), македоно-одрински опълченец, родом от Ковчаз, жител на Батаджик, 1 рота на Лозенградската партизанска дружина, носител на бронзов медал[8]
- Стойко Кючуков (1855 – ?), български революционер
- Станко Стоянов Кешишев – Кукурданския цар (1872 – след 1943), четник при Лазар Маджаров през 1903 година[9]
- Петко Росен (1880 – 1944), български писател
- Тодор Черелов (1909 – ?) – Участник в Междусъюзническата война, при което се заселва в с. Близнак. Родом от Кофчаз, жител на Батаджик, носител на няколко медала